# Adunarea matricilor

Ilustrarea adunării a două matrici

În matematică adunarea matricilor este operația de a aduna două matrici prin adunarea elementelor corespunzătoare.
Pentru un vector, {\displaystyle {\vec {v}},} adunarea a două matrici ar avea efectul geometric de a aplica fiecare transformare a matricei separat pe {\displaystyle {\vec {v}}}, și apoi adunarea vectorilor transformați.
{\displaystyle \mathbf {A} {\vec {v}}+\mathbf {B} {\vec {v}}=(\mathbf {A} +\mathbf {B} ){\vec {v}}\!}
Totuși, există și alte operații care ar putea fi considerate adunări pentru matrici, cum ar fi suma directă și suma Kronecker.

## Suma pe elemente
Pentru a putea fi adunate, două matrici trebuie să aibă același număr de linii și coloane. În acest caz, suma a două matrici A și B va fi o matrice care are același număr de linii și coloane ca și A și B. Suma lui A și B, notată A + B, se calculează prin adunarea elementelor corespunzătoare din A și B:
{\displaystyle {\begin{aligned}\mathbf {A} +\mathbf {B} &={\begin{bmatrix}a_{11}&a_{12}&\cdots &a_{1n}\\a_{21}&a_{22}&\cdots &a_{2n}\\\vdots &\vdots &\ddots &\vdots \\a_{m1}&a_{m2}&\cdots &a_{mn}\\\end{bmatrix}}+{\begin{bmatrix}b_{11}&b_{12}&\cdots &b_{1n}\\b_{21}&b_{22}&\cdots &b_{2n}\\\vdots &\vdots &\ddots &\vdots \\b_{m1}&b_{m2}&\cdots &b_{mn}\\\end{bmatrix}}\\&={\begin{bmatrix}a_{11}+b_{11}&a_{12}+b_{12}&\cdots &a_{1n}+b_{1n}\\a_{21}+b_{21}&a_{22}+b_{22}&\cdots &a_{2n}+b_{2n}\\\vdots &\vdots &\ddots &\vdots \\a_{m1}+b_{m1}&a_{m2}+b_{m2}&\cdots &a_{mn}+b_{mn}\\\end{bmatrix}}\\\end{aligned}}\,\!}
Sau, mai concis (presupunând că A + B = C):
{\displaystyle c_{ij}=a_{ij}+b_{ij}}
De exemplu:
{\displaystyle {\begin{bmatrix}1&3\\1&0\\1&2\end{bmatrix}}+{\begin{bmatrix}0&0\\7&5\\2&1\end{bmatrix}}={\begin{bmatrix}1+0&3+0\\1+7&0+5\\1+2&2+1\end{bmatrix}}={\begin{bmatrix}1&3\\8&5\\3&3\end{bmatrix}}}
Similar, este posibilă și scăderea unei matrice din alta, atâta timp cât au aceleași dimensiuni. Diferența dintre A și B, notată A − B, se calculează prin scăderea elementelor lui B din elementele corespunzătoare ale lui A și are aceleași dimensiuni ca și A și B. De exemplu:
{\displaystyle {\begin{bmatrix}1&3\\1&0\\1&2\end{bmatrix}}-{\begin{bmatrix}0&0\\7&5\\2&1\end{bmatrix}}={\begin{bmatrix}1-0&3-0\\1-7&0-5\\1-2&2-1\end{bmatrix}}={\begin{bmatrix}1&3\\-6&-5\\-1&1\end{bmatrix}}}

### Proprietăți ale adunării pe elemente
Asociativitate.
Adunarea este asociativă, adică:
{\displaystyle (A+B)+C=A+(B+C),\;\forall A,B,C\in M_{m,n}(\mathbb {C} ).}
Comutativitate.
Adunarea este comutativă, adică:
{\displaystyle A+B=B+A,\;\forall A,B\in M_{m,n}(\mathbb {C} ).}
Element neutru.
Adunarea admite matricea nulă ca element neutru, adică:
{\displaystyle \exists O_{m,n}\in M_{m,n}(\mathbb {C} )\!} astfel încât {\displaystyle A+O_{m,n}=A\;\forall A\in M_{m,n}(\mathbb {C} ).}
Element opus.
Orice matrice {\displaystyle A\in M_{m,n}(\mathbb {C} )\!} are un opus, notat {\displaystyle -A,} astfel încât:
{\displaystyle A+(-A)=O_{m,n}.}

## Suma directă
O altă operație, care este folosită mai rar, este suma directă (notată cu ⊕). Suma Kronecker se notează și ea cu ⊕; contextul ar trebui să clarifice despre ce este vorba. Suma directă a oricărei perechi de matrici A cu dimensiunea m × n și B cu dimensiunea p × q este o matrice de dimensiune (m + p) × (n + q), definită drept:
{\displaystyle \mathbf {A} \oplus \mathbf {B} ={\begin{bmatrix}\mathbf {A} &{\boldsymbol {0}}\\{\boldsymbol {0}}&\mathbf {B} \end{bmatrix}}={\begin{bmatrix}a_{11}&\cdots &a_{1n}&0&\cdots &0\\\vdots &\ddots &\vdots &\vdots &\ddots &\vdots \\a_{m1}&\cdots &a_{mn}&0&\cdots &0\\0&\cdots &0&b_{11}&\cdots &b_{1q}\\\vdots &\ddots &\vdots &\vdots &\ddots &\vdots \\0&\cdots &0&b_{p1}&\cdots &b_{pq}\end{bmatrix}}}
De exemplu,
{\displaystyle {\begin{bmatrix}1&3&2\\2&3&1\end{bmatrix}}\oplus {\begin{bmatrix}1&6\\0&1\end{bmatrix}}={\begin{bmatrix}1&3&2&0&0\\2&3&1&0&0\\0&0&0&1&6\\0&0&0&0&1\end{bmatrix}}}
Suma directă a matricilor este un tip particular de matrice de blocuri. În particular, suma directă a matricelor pătrate este o matrice de blocuri diagonală.
Matricea de adiacență a reuniunii de grafuri (sau multigrafuri) disjuncte este suma directă a matricilor de adiacență ale acestora. Orice element din suma directă⁠(d) a două spații vectoriale de matrici poate fi reprezentat ca o sumă directă a două matrici.
În general, suma directă a n matrici este:
{\displaystyle \bigoplus _{i=1}^{n}\mathbf {A} _{i}=\operatorname {diag} (\mathbf {A} _{1},\mathbf {A} _{2},\mathbf {A} _{3},\ldots ,\mathbf {A} _{n})={\begin{bmatrix}\mathbf {A} _{1}&{\boldsymbol {0}}&\cdots &{\boldsymbol {0}}\\{\boldsymbol {0}}&\mathbf {A} _{2}&\cdots &{\boldsymbol {0}}\\\vdots &\vdots &\ddots &\vdots \\{\boldsymbol {0}}&{\boldsymbol {0}}&\cdots &\mathbf {A} _{n}\\\end{bmatrix}}}
unde zerourile sunt de fapt blocuri de zerouri (adică matrici nule).

## Suma Kronecker
Suma Kronecker este diferită de suma directă, dar se notează și ea cu ⊕. Acesta este definită folosind produsul Kronecker ⊗ și adunarea normală a matricilor. Dacă A este o matrice n × n, B este o matrice m × m și {\displaystyle \mathbf {I} _{k}} este matricea unitate k × k, atunci suma Kronecker este definită prin:
{\displaystyle \mathbf {A} \oplus \mathbf {B} =\mathbf {A} \otimes \mathbf {I} _{m}+\mathbf {I} _{n}\otimes \mathbf {B} .}